# فريق مراقبي الأمم المتحدة في أمريكا الوسطى وبعثة مراقبي الأمم المتحدة في السلفادور
فريق مراقبي الأمم المتحدة في أمريكا الوسطى وبعثة مراقبي الأمم المتحدة في السلفادور كانتا قوتين من قوات حفظ السلام المنتشرة في أمريكا الوسطى من أواخر الثمانينيات إلى أوائل التسعينيات.

## أونوكا

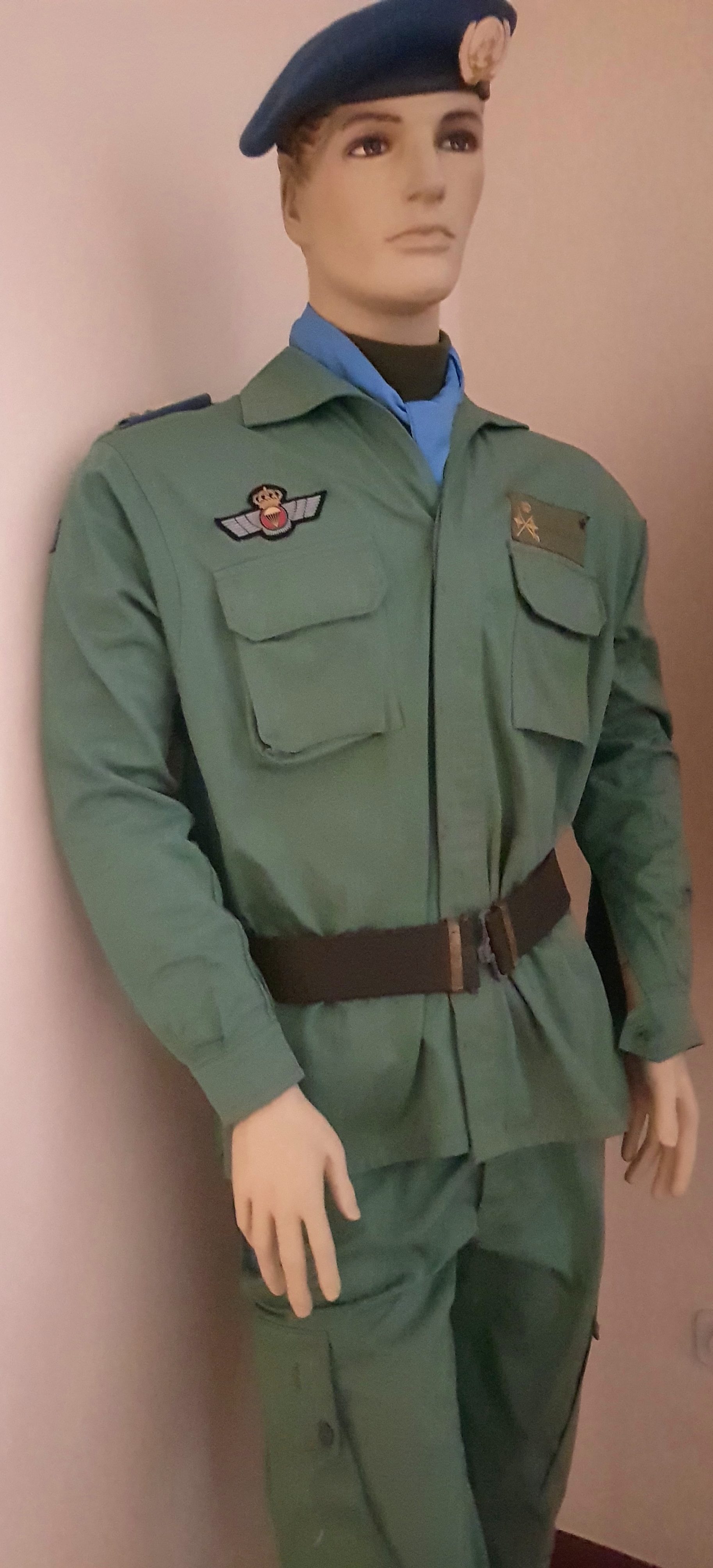
زي مراقب إسباني.

أنشأ مجلس الأمن التابع للأمم المتحدة رسميًا فريق مراقبي الأمم المتحدة في أمريكا الوسطى عندما وافق على القرار 644 في 7 تشرين الثاني / نوفمبر 1989. كانت المجموعة المكونة من 625 فرداً، وتقع في 33 قاعدة إقليمية، مسؤولة عن وقف التسلل عبر الحدود وقطع الدعم للمتمردين في منطقة أمريكا الوسطى، وتتألف من 260 مراقباً عسكرياً غير مسلح إلى جانب الفنيين الداعمين. وشملت قوات مشاركة من بلدان عدة من ضمنها إسبانيا والسويد وأيرلندا والهند وفنزويلا وكندا والأرجنتين والبرازيل والإكوادور وكولومبيا. تعكس الولاية الأولية لفريق المراقبين في أمريكا الوسطى وتكوينها ومفهومها التشغيلي إحجام الأمم المتحدة عن الانخراط في النزاعات الداخلية. كان من المقرر أن تكون بعثة للتحقق ومراقبة السلام، وليست بعثة فاصلة لحفظ السلام على نطاق واسع، وبالتأكيد ليست بعثة لإنفاذ السلام. تم رفع نطاق العملية لفترة وجيزة إلى نطاق حل النزاع لفترة تسريح الكونترا، لكن الأمم المتحدة حددت باستمرار مهمة فريق المراقبين على أنها مهمة تحقق. وكان هذا التعريف المحدود انعكاسًا أيضًا لمقاومة أمريكا اللاتينية لعمليات حفظ السلام، وتفضيلها لبعثات مراقبة أصغر حجمًا لها أدنى صورة عسكرية ممكنة. كثيرًا ما أطلق الكنديون، الذين اعتادوا على مهمات حفظ السلام الأكبر حجمًا، على فريق مراقبي أمريكا الوسطى عملية «الحد الأدنى»، مشيرين إلى أنها ستجد صعوبة في التحقق من اتفاقية إسكيبولاس في المنطقة الجغرافية الكبيرة المخصصة لها.
في أوائل عام 1990، أبدت الكونترا إحجامًا كبيرًا عن حلها. كان هذا جزئيًا بسبب الافتقار إلى السيطرة من جانب قيادة الكونترا المجزأة، فضلاً عن المخاوف الحقيقية بين الكونترا من أنهم إذا حُلوا وتخلوا عن أسلحتهم فسيكونون تحت رحمة الجيش السانديني. على الرغم من قيام الدبلوماسيين من جميع الأطراف بالضغط على الكونترا، إلا أن الخط المتشدد الذي تم اتخاذه بشأن الكونترا قد تقوض بسبب حقيقة أن 260 مراقباً غير مسلحين من الأمم المتحدة لن يجبروا الكونترا على فعل أي شيء. وهكذا، وبغض النظر عن نفورهم التاريخي من فرض السلام، قرر مجلس الأمن توسيع ولاية فريق مراقبي الأمم المتحدة في أمريكا الوسطى ومنحها مؤقتًا بعض القوة القتالية: كتيبة من المظليين بأسلحتهم الأساسية. في 15 آذار / مارس 1990، طلب الأمين العام للأمم المتحدة من مجلس الأمن، على وجه السرعة، توسيع فريق المراقبين من 260 مراقباً لإضافة 116 آخرين للمراقبة بالإضافة إلى كتيبة مشاة مسلحة من أربع سرايا بنادق على الأقل (حوالي 800 جندي) للإشراف على تسريح كونترا. ووافقت فنزويلا، التي كانت تقدم بالفعل مراقبين إلى فريق مراقبي الأمم المتحدة في أمريكا الوسطى، على توفير هذه الكتيبة. على الرغم من أن تقرير الأمين العام لم يذكر أن التسريح سيكون قسريًا، إلا أنه كان هناك دلالة واضحة على أن إضافة مظليين مسلحين إلى مراقبي الأمم المتحدة العسكريين غير المسلحين سيكون بمثابة رسالة قوية إلى الكونترا المترددين.
لم تنته عملية التسريح رسميًا حتى 5 يوليو عندما عادت آخر عناصر الكتيبة الفنزويلية إلى ديارهم. كانت الأرقام الدقيقة حول عدد المسرحين مشكوك فيها إلى حد ما، ولكن كان هناك ما يقرب من 23,000 كونترا تمت معالجتها، وتم استرداد ما يقرب من 17,000 قطعة وتدميرها. وبانتهاء عملية تسريح الكونترا في أوائل تموز / يوليو، عادت ولاية فريق مراقبي الأمم المتحدة في أمريكا الوسطى إلى الولاية الأصلية المحدودة نوعا ما والمتمثلة في التركيز على الحدود.
وفي تشرين الثاني / نوفمبر 1990، وافق مجلس الأمن على توصية الأمين العام بأنه يمكن تقليص حجم فريق المراقبين إلى حد ما بسبب تقليص مهمتها. كما مدد المجلس التفويض لمدة ستة أشهر (مرتين، حتى نوفمبر / تشرين الثاني 1991)، ووافق على أن تركيزه الرئيسي سيكون على الحفاظ على وجود الأمم المتحدة في المنطقة كتدبير لبناء الثقة، ومن أجل ردع الدعم عبر الحدود لحركات التمرد. وقد تم إنهاؤها بموجب القرار 730 مع سريان مفعولها في 17 يناير 1992، مع انضمام بعض القوات إلى بعثة مراقبي الأمم المتحدة في السلفادور.

## بعثة مراقبي الأمم المتحدة في السلفادور وعملية السلام السلفادورية
اتسم الوضع في السلفادور في الفترة 1990-1991 بالحرب الأهلية المستمرة وآمال السلام التي تُوجت بمحادثات مكثفة برعاية الأمم المتحدة. وقد تم التوصل إلى اتفاق لوقف إطلاق النار في ديسمبر / كانون الأول 1991 «قانون نيويورك» عشية رأس السنة الجديدة الذي وسّع البعثة الأصلية (مجموعة مراقبي الأمم المتحدة في السلفادور) التي أنشئت بقرار مجلس الأمن 693، الذي اقتصرت مهمته المحدودة على مراقبة حقوق الإنسان، وتحويلها إلى مهمة تحقق ومراقبة رئيسية جديدة تابعة للأمم المتحدة. شكّل تسريح قوات كونترا في نيكاراغوا سابقة مفيدة لتسريح جبهة فارابوندو مارتي للتحرير الوطني في السلفادور. وبتوسيع بعثة مراقبي الأمم المتحدة في السلفادور، جاءت نهاية فريق مراقبي الأمم المتحدة في أمريكا الوسطى التي تضاءلت بشدة الآن، والتي نُقل أفرادها وأصولها بسرعة إلى السلفادور في كانون الثاني / يناير 1992.
اختلفت بعثة مراقبي الأمم المتحدة في السلفادور عن فريق مراقبي الأمم المتحدة في أمريكا الوسطى في جانب رئيسي واحد: وظيفة الشرطة. ومن العناصر الرئيسية في عملية السلام في السلفادور أن تسريح جبهة فارابوندو مارتي للتحرير الوطني سيقترن بتسريح بعض الوحدات العسكرية ووحدات الشرطة التي ارتبطت ببعض انتهاكات حقوق الإنسان الأكثر وحشية خلال الحرب الأهلية التي استمرت عشر سنوات. لتحل محل قوات الأمن والشرطة القديمة، ستكون هناك شرطة وطنية جديدة تضم أفراداً من الشرطة القديمة وجبهة فارابوندو مارتي للتحرير الوطني. كان لا بد من تدريب هؤلاء الأفراد بسرعة، وكانت هذه مهمة «قسم الشرطة» في بعثة المراقبين في السلفادور، والتي تضم ضباطًا من شيلي والمكسيك وغيانا، بالإضافة إلى العديد من البلدان الأوروبية. وضم المراقبون العسكريون في «الشعبة العسكرية» ضباطًا من إسبانيا والبرازيل وكندا وكولومبيا وإكوادور وأيرلندا والسويد والهند وفنزويلا؛ وقدمت الأرجنتين ضباط طبيين وزوارق دورية للبحرية الأرجنتينية. يمكن رؤية النشاط النسبي لمختلف أقسام بعثة مراقبي الأمم المتحدة في السلفادور من قوتها المصرح بها: تضمنت شعبة حقوق الإنسان حوالي 50 مراقباً ومستشاراً قانونياً ومعلماً؛ تم التصريح للشعبة العسكرية بـ 249، مع نشر 88 مراقباً إضافياً في فترة «فصل القوات» الحرجة في أوائل عام 1992؛ تم تزويد قسم الشرطة، وهو الأكبر حتى الآن، بـ 631 فرداً
على الرغم من وجود مشاكل وتأخيرات في الجدول الزمني الأصلي الذي تم وضعه في اتفاقيات نيويورك في سبتمبر 1991 ويناير 1992 في مكسيكو سيتي، إلا أن العملية كانت ناجحة في نهاية المطاف، ويرجع الفضل في ذلك إلى حد كبير إلى وجود بعثة مراقبي الأمم المتحدة في السلفادور. من فبراير / شباط حتى 15 ديسمبر / كانون الأول 1992، تركزت جبهة فارابوندو مارتي للتحرير الوطني في 15 معسكراً تحت إشراف البعثة، حيث تم تسريحهم ببطء وتسليم أسلحتهم للتخلص منها من قبل البعثة. وفي الوقت نفسه، سُرِّحت وحدات رئيسية في القوات المسلحة السلفادورية وطُرد الضباط الذين ثبت ارتكابهم انتهاكات لحقوق الإنسان من الجيش. وفي الوقت نفسه، تم حل الحرس الوطني السلفادوري القديم وشرطة الخزانة، وتم إنشاء الشرطة الوطنية المدنية الجديدة في إطار برنامج تدريب مكثف تحت إشراف شعبة الشرطة في البعثة. لم تكن العملية خالية من الصعوبات، وعارضت العملية عناصر في الشرطة والجيش السلفادوريين النظاميين، بدعم من العناصر السياسية اليمينية.
تم إنهاء بعثة مراقبي الأمم المتحدة في السلفادور في قرار مجلس الأمن رقم 991 في أبريل 1995.